# Triepeolus pomonalis
Triepeolus pomonalis är en biart som beskrevs av Cockerell 1916. Triepeolus pomonalis ingår i släktet Triepeolus och familjen långtungebin. Inga underarter finns listade i Catalogue of Life.